# جيف وارد
جيف وارد (22 نوفمبر 1926 في المملكة المتحدة - 20 أبريل 2008 في المملكة المتحدة) (بالإنجليزية: Geoff Ward) هو لاعب كريكت بريطاني وبريطاني (وحمل سابقاً جنسية المملكة المتحدة لبريطانيا العظمى وأيرلندا). لعب مع نادي مقاطعة ساسكس للكريكت ‏ وKent County Cricket Club ‏.

## وصلات خارجية
- جيف وارد على موقع إي آس بي آن كريك إنفو (الإنجليزية)